# 东林乡 (宣汉县)
东林乡，是中华人民共和国四川省达州市宣汉县曾经下辖的一个乡。2020年6月，撤销东林乡，将原东林乡观湖社区、桐油村、红界村、墩坡村、牛背村所属行政区域为东乡街道的行政区域，原东林乡曾山村为蒲江街道的行政区域。

## 行政区划
东林乡撤销前下辖以下地区：
观湖社区、墩坡村、罐山村、红界村、红豆村、环山村、桐油村、曾山村和牛背村。